# ポートビラ・バウアフィールド空港
ポートビラ・バウアフィールド空港（英: Port Vila Bauerfield Airport、仏: Aéroport International de Bauerfield）は、バヌアツ共和国の首都ポートビラにある空港である。

## 概要
滑走路はボーイング767に対応している。空港北側にはローラカイザが設置され一定の計器進入が可能だが滑走路延長線上は標高の高い地形となっていて滑走路に向かって直線進入は出来ず、ローラカイザ自体も26度オフセット設置されていて空港西側の海からの周回進入が通常の進入経路となっている。空港南側からは直線進入可能だが、こちらは空港に計器着陸装置は設置されていないため、通常は有視界飛行での進入となり、ターニングパッドのみ設置され平行誘導路がないためワイドボディ機運用が難しい空港となっている。

## 歴史

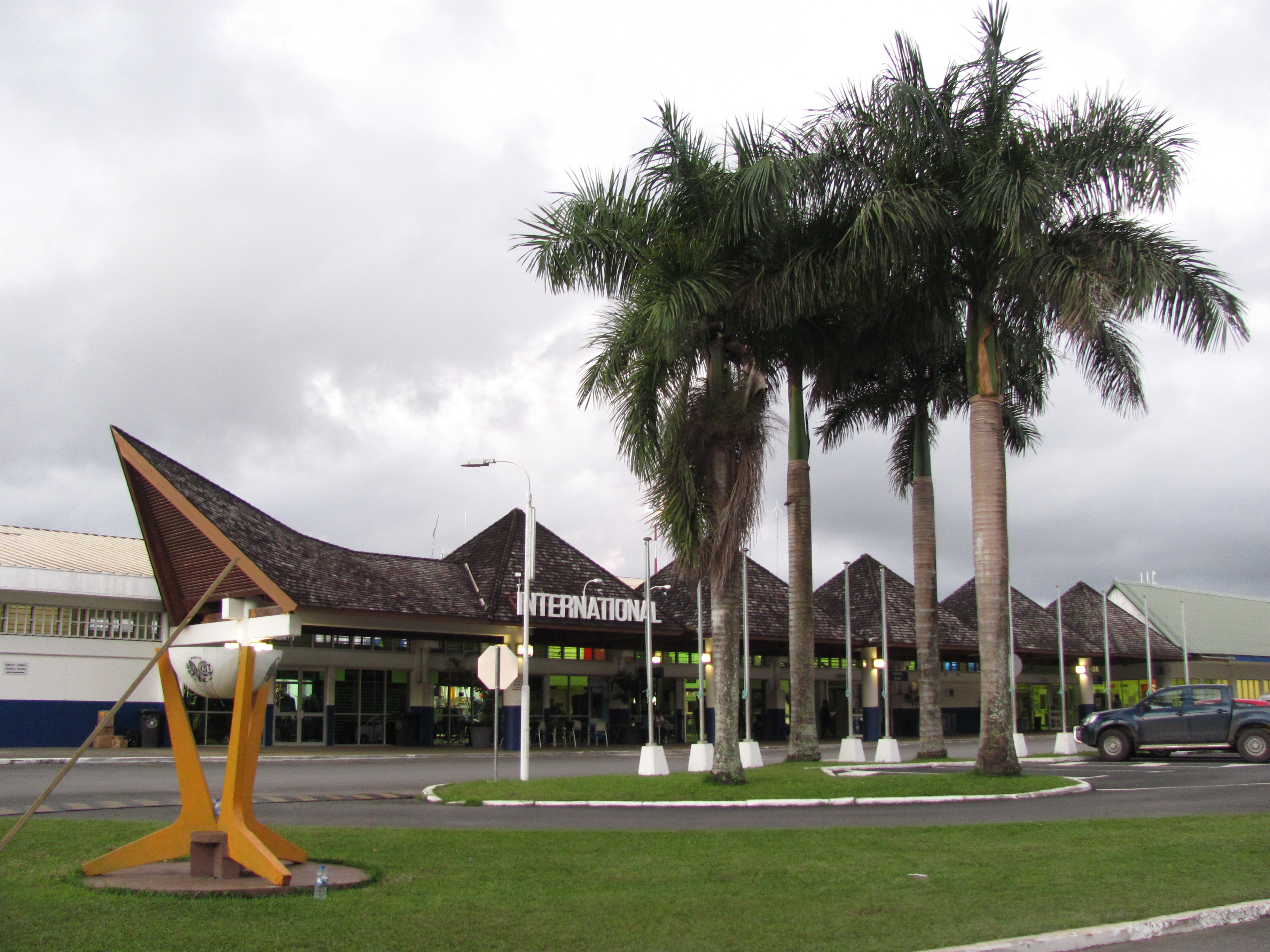
ポートビラ・バウアフィールド空港

太平洋戦争中に米軍によって建設され、米海兵隊所属のパイロットであったハロルド・ウィリアム・バウアー（英: Harold William Bauer）にちなんでバウアーフィールドと命名された。
2024年12月17日、ポートビラの西方沖でM7.3の地震が発生し、空港が閉鎖された。同年22日までに商業便の運航が再開された。

## 就航路線

### 国際線
| 航空会社                             | 就航地 |
| ------------------------------------ | --- |
| バヌアツ航空                         | メラネシア : ホニアラ、ナンディ、ヌメア、スバ オーストラリア : ブリスベン、シドニー ポリネシア : オークランド |
| エア・カレドニア・インターナショナル | ヌメア |
| ニュージーランド航空                 | オークランド（運休中）                                                                                        |
| ニューギニア航空                     | ポートモレスビー                                                                                              |
| フィジー・エアウェイズ               | ナンディ、ホニアラ、スバ                                                                                      |
| ソロモン航空                         | ホニアラ、ナンディ                                                                                            |
| ヴァージン・オーストラリア           | ブリスベン（運休中）                                                                                          |

### 国内線
| 航空会社     | 就航地 |
| ------------ | --- |
| バヌアツ航空 | アニワ、クレイグ·コーブ、ディロンズベイ、エマエ、イポタ、ラマップ、ラメンベイ、ロンガナ、ロノロレ、ルーガンビル、ノールサップ、パアマ、サラ、バヌア・ラバ、サウスウエストベイ、タンナ、トンゴア、トレス、ウレイ、ヴァレスダー、ワラハ |

### 旅客便就航都市一覧
メラネシア
- バヌアツ国内 : アニワ島（英語版）、クレイグ·コーブ、ディロンズベイ、エマエ島、イポタ、ラマップ（英語版）、ラメンベイ（英語版）、ロンガナ（英語版）、ロノロレ（英語版）、ルーガンビル、ノールサップ（英語版）、パアマ島（英語版）、サラ、バヌア・ラバ（英語版）、サウスウエストベイ、タンナ島、トンゴア、トーレス諸島、ウレイ、ヴァレスダー、ワラハ（英語版）
- パプアニューギニア : ポートモレスビー
- ソロモン諸島 : ホニアラ
- ニューカレドニア : ヌメア
- フィジー : ナンディ、スバ

オーストラリア
- オーストラリア : シドニー、ブリスベン

ポリネシア
- ニュージーランド : オークランド